# 西街街道 (安顺市)
西街街道，是中华人民共和国贵州省安顺市西秀区下辖的一个乡镇级行政单位。

## 行政区划
西街街道下辖以下地区：
市西社区、西街社区、互助社区和友谊社区。